# ストリーム (TBSラジオ)
『ストリーム』は、2001年10月1日から2009年3月27日までTBSラジオで放送されていた生放送のワイド番組。

## 概要
番組のコンセプトは「毎日発刊される週刊誌」。日々の出来事を深く伝え、そして音楽を聴くことの楽しみと快適さを伝えた。
この番組が始まるまで、TBSラジオの平日午後のワイド番組は他局に押され気味で、次々と新番組を立ち上げては短命に終わる状況が長らく続いていた。初代プロデューサーによると、アメリカ同時多発テロ事件を受けて急にこの時間帯の番組を変更することになり、番組企画の準備期間は2週間しかなかったという。これまでの反省を踏まえ、AMの裏番組とは一線を画し、いわゆるFM局のラジオ番組的な流れを取り入れた。演歌やニューミュージックはまったくかからず、リスナーと電話をつなぐコーナーも一切ないという、中波ラジオの昼間の番組では異色の編成となった。番組名についても中波局のラジオ番組にありがちな出演者の冠番組名称とはしなかった。
パーソナリティには、当時、エフエム東京（TOKYO FM）を退社した直後で、在籍していたTOKYO FMの数々の番組でDJを務めていた松本ともこを起用。2001年10月の番組開始から2004年3月までは、松本をメインパーソナリティに、コメンテーターとして月・水・金曜日を国際ジャーナリストの小西克哉、火・木曜を経済評論家の佐藤治彦が担当していた。番組開始当初は松本の愛称であるマッピーをラテ欄で頻繁に使用していた。2004年3月まで行われていた『大沢悠里のゆうゆうワイド』とのクロストークでも大沢悠里が「マッピー」と呼びかけるなど、当初は松本を前面に押し出した番組であった。13時台は一貫してニュースを扱い、14時以降はゲストトークと松本の得意分野である80年代以降の音楽を中心とした構成となった。2002年4月の聴取率調査で初めて時間帯での同率首位を記録した。
2004年4月からは、小西と松本の2人をメインパーソナリティに据えリニューアルした。ニュース、音楽に加え、サブカルチャー路線が大きく前面に出た構成となった。インターネットでは、2005年10月から主要コーナーのポッドキャスト配信を実施した。2006年12月の首都圏聴取率調査でついに同時間帯単独首位を獲得。長年他局を寄せ付けなかった長寿番組である文化放送『吉田照美のやる気MANMAN!』が終了する一因となった。『やる気MANMAN』ファンとして有名だった小林信彦が『週刊文春』で「コラムの花道」などを称賛する文章を発表する までに聴取者の移動は進んでいた。
2006年10月から1年間、聴取率トップを続けた。2007年12月は3位となり、2008年6月にトップに返り咲いたが、末期は聴取率が伸び悩んでいたという。
2007年2月20日の放送が第44回ギャラクシー賞でラジオ部門の優秀賞を受賞 するなど評価されていた番組だったが、2009年3月27日の放送が最終回となった。松本は『松本ともこ ミュージック・チャーム』、小西は、『荒川強啓 デイ・キャッチ!』のコメンテーター（火曜日担当）となった。また、「立ち読みストリーム」コーナー担当だったSHINGOは音声ブログを立ち上げて同趣旨の情報発信を始めた。

## 放送時間
- 月曜日 - 金曜日、13:00 - 15:30

## 放送終了時のタイムテーブル
放送終了時のコーナーのほとんど（一部のミニ番組と「立ち読みストリーム」を除く）は2004年4月に始まったものである。「サウンドパティスリー」はそれ以前からあるが、最終的な形式になったのは2004年4月。

### 13時台
- 13:00 オープニング・小西のニュース解説・音楽・今日の内容
  - 2009年1月26日から、それまでの「ニュースさかさメガネ」の内容をオープニングトークに取り込んだ。
- 13:20 リスナーズチョイス
  - テーマ発表、元現場クイズ1万円ヒント。
- 13:27 ラジオショッピング
  - ラジオショッピングを担当する会社は定期的に変わり、2004年10月〜2006年3月31日と2006年10月2日〜2007年3月30日と2008年9月29日以降はジャパネットたかた、2006年4月3日〜9月29日は銀座ウィルが担当。2007年4月2日〜2008年3月28日は耳よりショッパーの午後イチラジオショッピング（トライステージ提供）、2008年3月31日〜9月26日はTBS自身が運営するラジオショッピングだった。また、2001年10月〜2002年3月には「ケンタロウのおいしいラジオ」の枠でTBSラジオショッピングを放送していた。
- 13:32 交通情報・天気予報
- 13:35 立ち読みストリーム（週刊誌チェック）
  - 「タチヨミスト」を名乗るSHINGOがその日に発売された週刊誌の中から注目の記事を紹介した。
- 13:45 ドライバーズ・リクエスト
  - プロドライバーが一般ドライバーにアドバイスやドライブの穴場情報などを送るコーナー。曲のリクエストも受け付けた。JRN系列局向けに裏送りで制作されている同タイトルの番組とはパーソナリティ、番組内容とも全く異なるものだった。全日本トラック協会提供。
- 13:51 TBSニュース・交通情報・天気予報
- 14時の時報前には「リスナーズチョイス」の中継やメールの紹介をしていた。

### 14時台
- 14:00 コラムの花道
  - 日替わりで多彩なコラムニストによるコラムを送っていた。コーナーのジングルは玉川カルテットによるもの。2008年4月に番組本『コラムの花道2007傑作選』（ISBN 9784757214705）が発売された。
  - 出演コラムニスト
    - 月曜：吉田豪
    - 火曜：町山智浩 - 2006年ごろから、スーパーボウルやアカデミー賞授賞式、クリスマスなどのイベントに合わせて月曜日に出演することがあり、その場合吉田は代わりに火曜日に出演した。町山の個人的な都合で吉田と入れ替わることも多かった。
    - 水曜：勝谷誠彦
    - 木曜：辛酸なめ子（隔週）、豊崎由美
    - 金曜：石原壮一郎（毎月第1金曜。「月刊大人気ない発言」）、永江朗、阿曽山大噴火（毎月最終金曜）
      - 豊崎と永江は2008年までストリーム・ブックレビューのレギュラーだったが、2009年は月1回当コーナーで本の紹介をした。豊崎はそれ以前も主に文学賞と渡辺淳一の批判をするために不定期にこのコーナーに出演していた。

    - 不定期（月、火、水の出演者は固定であり、不定期ゲストは木、金曜に出演）
      - 生島淳 - 番組各コーナーに出演。時折リスナーとしてメール投稿もしていた。
      - みうらじゅん
      - 大槻ケンヂ
      - 泉麻人
      - 丸山タケシ - ほぼ3カ月ごとの番組改編期にドラマの評論をした。
      - 大竹聡（ミニコミ誌「酒とつまみ」編集長） - 末期は新年1回目の放送を担当するようになっていた。
      - 古内義明（MLBアナリスト） - 大リーグ情報を現地からたびたび報告していたが、帰国時はこのコーナーに出演。
      - 後藤健生 - 「ニュースさかさメガネ」やオープニングに出ることの方が多かったが、サッカー日本代表の節目ごとに出演。
      - 水道橋博士（浅草キッド） - 過去のすべての放送を録音して繰り返し聴いていたという、このコーナーのマニア。使われていたコラムニストのキャッチフレーズの多くも水道橋博士が考えたもの。
- 14:20 天気予報、交通情報
  - 2009年1月26日から、番組開始以来初めて、交通情報の前に天気予報を放送するようになった。
- 14:25 枠の名前はストリームスペシャルだが、2007年9月にこの枠で1回限りの企画が放送されるまでは、番組内で言及されたことはなかった。同年12月以降、月曜日に証券保管振替機構やリーブ21など特定企業の宣伝番組が放送された時は、番組名を「ストリームスペシャル」と称した。2009年2月の月曜日に放送された韓国の宣伝番組は「ストリームコリアスペシャル」。
  - 火曜 いいトコ!みやぎ
    - 小林豊アナウンサーが出演者とともに宮城県の情報を伝える。

  - 水曜 いきいき企業応援隊
    - 中小企業を応援する情報を提供。第2週はSHINGOが中小企業の開発したグッズを紹介し、第4週は黒田治が元気な中小企業を訪ねてリポートした。あんしん財団提供。

  - 金曜 ズバリ!競馬情報
    - 宮澤隆アナウンサーが週末の中央競馬のメインレースを紹介。G1レースについては、予想に基づく「架空実況中継」を展開した。また前の週に扱ったレースの実況録音が流された。
- 14:35 リスナーズチョイス本編 ※木・金はJRA提供（提供は14:25から）。
  - 日替わりのリスナー参加型インタラクティブコーナー。
  - 月曜：黒田治の新東京オッズメイカー
    - 今週ある出来事をテーマに結果を予測する。黒田治独自の予想オッズを各選択肢にふり、リスナーが投票。的中者には抽選で倍率×1000円の賞金がプレゼントされた。2007年4月16日のテーマ「新しい月9の視聴率」で黒田と阿曽山がコーナー担当をかけて対決し、黒田が敗れた（阿曽山が「裁判を見るのに忙しい」という名目で結局は黒田が続投）のを機に、2007年4月23日以降はコーナータイトルに“新”を冠した。また「チャレンジ70分」担当の桐畑トールとも数回対戦したことがある（世界陸上開会式当日、織田裕二は（黒田が予想した）どの衣装を着るのか?など）。

  - 火曜：えびシャケ!
    - ある行動に対して、一体どちらが日本人としてスタンダードなのか（例えば焼鮭の皮を食べるか食べないか）意見を募るコーナー。多かった方の意見を寄せた人から抽選で1万円が当たった。また後期には、それぞれの意見が何%対何%になるかの予想投票も受け付けていた。放送作家のサトケンこと佐藤研（『夜な夜なニュースいぢり X-Radio バツラジ』の水曜作家）が調査員として独自の理論を展開し、コーナーを盛り上げた。
    - 2004年2月のスペシャルウィークに5日連続で行われ、同年4月からレギュラー化した。最初の5日は5人のプロデューサーとディレクターが交替で調査員をした。サトケンが敢えて自分のかかわっていない期間のテーマを再び取り上げるという企画が2007年4月にあった。

  - 水曜：東海林のり子の元現場クイズ
    - 昔、話題になった事件・出来事やかかわった人物などを当てるクイズ。東海林のり子が答えと関係のある場所に出向いてレポートした。スペシャルウイーク時は3箇所中継のため東海林以外にも「新東京オッズメイカー」担当の黒田、「チャレンジ70分」担当の桐畑なども参加していた。クイズのヒントは番組冒頭と14時前の2回出され、どの時点で答えたかにより賞金が異なった（通常は第1ヒントが1万円、第2ヒントが3000円）。
    - このコーナーに限り、途中から、不正解の答えを送った人に抽選で、小西と松本のサイン色紙が当たるようになった（夏季はサイン入りうちわ）。

  - 木曜：桐畑トールのチャレンジ60分
    - 桐畑トールが毎回出されるチャレンジを60分以内に成功するかしないかを予想する。成功した場合は「成功する」に予想した人から抽選で1万円、成功しなかった場合は「成功しない」に予想した人から抽選で5000円が当たる。
    - コンビ（ほたるゲンジ）の相方である無法松との対決や、2人が協力してチャレンジをすることもあった。2006年夏は約2カ月にわたり集中的にこの企画になった。また「新東京オッズメイカー」担当の黒田との対戦および2人でチャレンジする企画も数回実施された（その日の朝刊を利用した新聞クイズや2人で協力した駅伝企画など）。
    - 最初の数回は「チャレンジ80分」、2009年1月22日までは「チャレンジ70分」というタイトルだった。また、2005年8月と2008年9月に「サウンドパティスリーで食べるお菓子を自由が丘へママチャリで買いに行く」という企画の時は「チャレンジ110分」というタイトルになった。

  - 金曜：克哉のブラボーシネマ
    - 前の週に小西が指定した話題の映画について、リスナーの感想と5段階評価（単位は「ブラボー」）を紹介。小西自身も感想と評価を述べたが、このうち『銀色のシーズン』に対しては、このような映画の存在が有害だとしてマイナス1ブラボーをつけた。2008年2月からは、小西が何ブラボーをつけるかというクイズを実施した。
    - 感想を送ったリスナーと小西の評価を当てたリスナーに抽選で3000円が当たる。
- 14:43 日本列島ほっと通信※聖教新聞提供
  - 日本各地からの話題を伝えるミニ番組。
- 14:50 TBSニュース、交通情報、ダイヤル119番（東京消防庁TBSスタジオ）※火・木曜日はホーチキ提供、天気予報
- 15時の時報前には小西が夕刊チェックを行った。

### 15時台
- 15:00 サウンドパティスリー※三井物産食品グループ提供。
  - 日替わりの音楽コーナー。大人の鑑賞にたえる音楽を、おいしいおやつと共に幅広く紹介。
  - 出演者、テーマ
    - 月曜：佐々木敦（音楽批評家） － J-POP、歌謡曲など日本の曲
    - 火曜：萩原健太 － 洋楽
    - 水曜：話題のアーティスト（歌手やミュージシャン） － 「噂の検証」と題して、ゲストに関するうわさを事実かどうか直接確かめた。ゲストが大物の場合は、ゲストの推薦する他人の曲をかけた後でゲストの新曲をかけるという企画になることが多い。
    - 木曜：音楽の達人がさまざまな音楽を紹介（水曜と同じアーティスト企画の場合もある）
      - ピーター・バラカン － 月1回出演。一般に取り上げられないアフリカや南米系のアーティストを紹介することが多かった。
      - 大伴良則（音楽評論家） － 不定期出演
      - 印南敦史（ライター） － 不定期出演。2007年以降、「ジャンル不問の音楽目利き」を自称し、クラシック音楽も取り上げるようになった。
      - 松尾潔 － 不定期出演
      - 行達也（下北沢のライブハウス兼レコード店主。佐々木の前の月曜レギュラー） － 不定期出演
      - 能地祐子（音楽評論家。萩原の妻） － 不定期出演 など

    - 金曜：TBSラジオのチャート&大人買い（松本の趣味で、音楽や映画、グッズなどを紹介）
- 15:20 ケンタロウのおいしいラジオ※サッポロビール提供。
  - 料理研究家ケンタロウと共に毎週テーマを決めた食材の豆知識、レシピを紹介。
- 15:25 エンディング
  - サウンドパティスリーの出演者のうち萩原健太のみエンディングにも出演する。

### スペシャルウィーク
スペシャルウィークの週は「ストリーム特番ウィーク・毎日がスペシャル」としてオープニングから番組構成が通常と異なり、「立ち読みストリーム」「ニュースさかさメガネ」「リスナーズチョイス」「サウンドパティスリー」のコーナー内容が変更された。2006年8月以降のスペシャルウィークは原則として特番編成されず、通常コーナーの出演者などを豪華にしただけであった（12月のスペシャルウィーク木曜日の「潜入取材スペシャル」と金曜日の「大人げない発言大賞」のみ特番編成された）が、2008年4月以降は再び特番編成された。
スペシャルウィークの「ブラボーシネマ」では、浜村淳が解説をするのが恒例だった。

## 過去のコーナー

### 13時台
ニュースストリーム
コメンテーターがその日のニュースを取り上げて解説した。
はみ出しストリーム
ほどなくして、ニュースストリームの2回目はネタがなくなり、雑誌の記事やこぼれ話を紹介するようになった。これをコーナー化したもの。その後「立ち読みストリーム」になりSHINGOが出るようになる。立ち読みストリームというコーナー名は番組リニューアルで一度なくなったが2006年4月に復活。
1時のフォーカス
「立ち読みストリーム」の時間にあったコーナー。「TBSニュース」と「SHINGOの週刊誌チェック」の2つを内包していた。2004年度は、その間に前日のテレビ視聴率ベスト3とランキングのコーナー（出版ベストセラーや映画観客動員など）があったが、2005年度以降は火曜日のヤフー検索人名ワードランキングのみ残る。2006年3月31日に終了。
その後、「SHINGOの週刊誌チェック」は「立ち読みストリーム」として、「TBSニュース」は「ドライバーズリクエスト」の後の時間帯にそれぞれ移動・独立した（人名ワードランキングは火曜日の立ち読みストリームで2008年9月まで紹介）。
2006年度以降は、行楽シーズンに13時台前半のスポンサーが一時的に復活した際のみ、提供コメントの中で「1時のフォーカス」というコーナー名が使われた。
ニュースさかさメガネ
小西がニュースを専門家の解説を交えて深く掘り下げた。
2004年4月のリニューアル以来続いていたコーナーだったが、2009年1月23日を最後に、オープニングに取り込まれる形で終了。放送ではコーナー名がなくなったが、ポッドキャスティングでは「オープニング＆ニュースさかさメガネ」という名称になっていた。
マッピーリクエスト
「ドライバーズリクエスト」が放送される枠で2002年1月から3月まで放送。リスナーのリクエスト曲をかけた。
日本往来2001年東海道中ひざくりげ
マッピーリクエストの前番組。野沢那智が東海道五十三次を紹介。TBSラジオ、SBS、CBC、MBSのパーソナリティも参加。東海旅客鉄道（JR東海）の2001年のキャンペーン（新幹線に乗って東海道を歩きに行く）と連動したもの。制作はCBCで、「ストリーム」開始前からこの時間帯に放送。
千田総合研究所
マッピーリクエストの後番組で、2002年4月から2003年3月まで放送された。千田正穂と小倉弘子アナウンサーが、女性の生活に関する情報を紹介。提供はヴァーナル。主要地域のJRN系列局にもネットされた（大阪はABCラジオがネット）。
サムライメジャーリーグ
2004年のシーズン中、13時30分過ぎに放送。大リーグの日本人選手の結果を読み上げた。当初はKyoteiがスポンサーだったが途中からなくなり、最終的にはコーナーもなくなって、結果はニュース枠で報じられた。2005年に月曜の14時25分のコーナーとして一時的に復活（古内義明が現地からリポート）。

### 14時台
マッピーストリーム
番組開始当初の14時からのコーナー。広くゲストを呼んで話を聞いた。15時台のゲストで出る歌手もかつてはこの枠だった。また、金曜日のTBSラジオオフィシャルチャートもこのコーナーだった。
UCCがスポンサーになるのに伴い「UCCスーパーセッション」というコーナー名になる。「コラムの花道」になってから半年後にUCCがスポンサーを降りた。町山智浩が「コラムの花道」の最終回で「このコーナーには一度もスポンサーがついたことがなかった」と発言していたが、これは間違いである。
このコーナーの終了後、15時台のゲストは音楽関係者だけのため、スポーツ選手やお笑いタレントがこの番組に出演する機会がなくなった。
トークストリーム
14時30分過ぎのコーナー。2004年3月まで放送された。当初はコメンテーターが政治や経済について話すだけだった（火曜日は経済に関する数字、水曜日は気になる発言について、金曜日は永田町の話など）。初期にはコーナー名も定まらず「コラムストリーム」と言われた日もあった。
その後、曜日ごとに企画をやるようになり、金曜日は「克哉が行く」（後に「克哉も行く」）というコーナーになった。最初は小西克哉がいろいろな体験をしていたが、そのうち映画を見るだけになり、これが「ブラボーシネマ」になる。水曜日の後期は「ワールドワイドウェンズデー（WWW）」という、海外の珍ニュースを紹介するコーナーだった。
「克哉も行く」の時代の映画評価の単位は「コックリ」だった。小西が眠くならないということで0コックリが最高評価で、5コックリまで数字が大きくなるほど悪い映画という意味になる。当初は特にポイントをつけていたわけではないが、ある映画を口を極めて酷評したのをきっかけに、評価単位が導入された。
月曜日の企画「いい加減な英会話」（小西が役に立つ英語のフレーズを紹介）は『小西克哉の初級バイリンブック』として出版された。その前に放送していた「赤坂書店」（小西がマニアックな業界誌を紹介）はすぐに終わった。
キリハタ劇場 走れ!聞き込み侍
「チャレンジ70分」になる前の桐畑のコーナー。2004年4月から2005年4月まで放送。リスナーが雑学の問題を出して、時間内に桐畑が、他人に聞いてまわるだけでその正解を見つけられるかを予想する。当初は「東京ふしぎ発見」というタイトルで、リスナーが用意した答えと桐畑の調査結果のどちらが優れているかを競うものだった。
東海林の出演が決定していなかった最初の2週のみ「元現場クイズ」は桐畑が木曜日に出題した。この時の水曜日は「東京ふしぎ発見」。

#### 14時25分〜
14時25分からは期間限定でスポンサーがついて番組が放送されることがよくあった。下記以外にも伊勢丹の商品紹介番組、屋根についての番組、台湾についての番組、牛乳についての番組、柳生真吾とエコライフについて語る番組、愛・地球博の超伝導リニア館の番組などがあった。
ガッツ石松・俺が法律だ
前番組の『松尾雄治のピテカンワイド』から引き継ぎ、番組最初の1カ月のみ、木曜日に放送された。出演はガッツ石松とあがりた亜紀。このコーナーのみ、生放送部分で一切言及されなかった。
食のコーナー
番組初期の水曜日に放送。森野熊八が料理の話をした。「ケンタロウのおいしいラジオ」の開始に伴い終了。
本屋さんへ行こう
水曜日のコーナー。林家ぼたんが各地の書店から中継し、その店の店員がおすすめの本を紹介した。講談社提供。2004年度は毎週放送されたが、2005年4月から「ストリーム・ブックレビュー」の中で第4水曜日のみの放送になり、2006年3月で終了。
ストリーム・ブックレビュー
2005年4月から水曜日、2007年4月から2008年12月までは木曜日に放送された。毎週日本を代表する読み手がオススメの本を紹介した。
（第1・3週）豊崎由美 - フィクション担当。
（第2・4週）永江朗 - ノンフィクション担当、第4週は新書を取り上げる。
（第5週）小西克哉
2005年度は、第1週が豊崎、第2週が永江、第3週は各界の有名人が本を紹介、第4週は「本屋さんへ行こう」、第5週が小西だった。
講談社提供だったが末期はスポンサーがなくなる。
2009年は、豊崎と永江がコラムの花道の月1回レギュラーとなり、本の紹介をするようになった。
UCCスマイルデリバリー
「UCCスーパーセッション」と「コラムの花道」をUCCが提供した時代の木曜日のコーナー。号泣と柳沢怜が各地の商店街などでUCCコーヒーの試飲会を開き、その模様を中継した。
1億2000万人の金庫番
2005年10月から2007年3月まで月曜日に放送。ミロク情報サービス提供。
ストリーム・エコロジー通信
2006年度前半の木曜日のコーナー。主に小西が環境問題について語った。

### 15時台
ミュージック・キャラバン
1970年代に久米宏と平野レミのコンビで始まった長寿コーナーをこの番組でも引き継いだ。2002年9月をもって終了するが、スタジオからの放送だった木曜日の「マッピーセレクション」については、後枠の「サウンドパティスリー」でも金曜日の「大人買い」とタイトル・曜日を変えて、引き継がれた。
ファイナルストリーム
初期はエンディングにコーナー名がついていたが、内容的には特別なことをしていたわけではない。

## BGM

### テーマ曲
- 2004年4月のリニューアル時に番組オリジナルのテーマ曲が作られた。野崎良太作曲。発売されていないが、アルバム収録の際は「ストリーム」というタイトルをつけることになっている。野崎は午後の時間のイメージだが季節感はない曲を作ってくれと頼まれたという。
  - 曲の冒頭ではピアノ演奏をBGMにニュースや野球中継の実況、交通情報の音声などが効果音として流れたあと、外国人女性2人によるタイトルコールがあり、小西・松本のあいさつへつながっていった。
- TBSラジオの携帯電話サイトではストリームのテーマ曲として2004年3月以前のものしか存在しなかったが、それも削除された。

### 「コラムの花道」使用曲
コラムニストが登場する際に流れる音楽はコラムニストが自分で選んでいたが、これはコーナー開始直後に糸井重里の提案で始まったものである。
- 吉田豪 - Banzaiiの「Chinese Kung Fu」
- 町山智浩 - 『鬼警部アイアンサイド』のテーマ曲（日本では『テレビ三面記事 ウィークエンダー』の曲として有名）
- 勝谷誠彦 - サザンオールスターズの曲。初期は「TSUNAMI」のみだったがのちに週替わりとなった。
- 辛酸なめ子 - リリー・アレンの「Smile」、ブリトニー・スピアーズの「Woomanizer」
- 豊崎由美 - レッド・ツェッペリンの「移民の歌」
- 石原壮一郎 - 村田英雄の「王将」。1回だけ嶋大輔の「男の勲章」だった。
- 永江朗 - 植木等の「スーダラ節」
- 阿曽山大噴火 - ザ・クロマニヨンズの「クロマニヨン・ストンプ」
- 生島淳 - 音楽は毎回異なっていた（ウルトラ警備隊の歌のウクレレ版など）。2006年1月4日放送のドラマ『古畑任三郎』にイチローが出演した翌日には「古畑任三郎のテーマ曲」、2007年1月4日には『のだめカンタービレ』で使われたクラシック音楽で登場した。また、2005年8月以降、ネタのない時は帝国のマーチ（ダース・ベイダーのテーマ）の栗コーダーカルテットによるリコーダー、ウクレレアレンジ版を使っていた。
- みうらじゅん - みうらが属する勝手に観光協会のテーマ曲
- 大槻ケンヂ - 大槻自身の曲
- 泉麻人 - 『新日本紀行』のテーマ曲
- 丸山タケシ - 岩崎宏美の「聖母たちのララバイ」
- 大竹聡 - ザ・フォーク・クルセダーズの「帰って来たヨッパライ」
- 古内義明 - Xの「Wild Thing」
- 後藤健生 - 音楽は毎回異なっていた。サッカー日本代表のベトナム戦のときは、誰も知らないベトナム音楽をかけていた。

### その他
- 「1時のフォーカス」では野崎良太のアルバム『七色』から2曲がBGMとして使われていた。
- 「サウンドパティスリー」のテーマ曲（2006年7月以降）はSUEMITSU & THE SUEMITHの「White Cat Waltz」（アルバム『The Piano It's Me』収録）。

## 代理出演者

### 松本ともこの代理
- 飯星景子
- クリステル・チアリ
- 淵澤由樹
- 小倉弘子
- 海保知里
- 山内あゆ
- 竹内香苗
- 小島慶子
- 堀井美香
- 小川知子
- 秋沢淳子
- 岡村仁美

特に起用が多かったのは飯星とクリステルだが、番組リニューアル後は出演しなくなった。2005年ごろからは小島が起用される比率が非常に高くなっていたが、当番組の後番組のパーソナリティになることが決まっていた2009年2月の休みのときには出演しなかった。
倉田真由美が2度目の出演をしたとき、小西も松本も初対面だった（前回は淵澤が代理司会で佐藤の担当日だったため）。
松本がメインの時代は、年末年始はコメンテーターが休み松本1人で進行していたが（ゲストも呼ばず、ひたすら松本のトークのみでつなぐ）、小西がメインになってからは休まなくなった。

### 小西克哉の代理
- SHINGO
- 生島淳
- 松尾潔
- 宇多丸（RHYMESTER）
- 松尾貴史
- 黒田治

このほかに過去にゲスト出演した雑誌編集者などが代理司会をした。
SHINGOが代理司会をやるたびに自分が選ばれなかったことに不満を述べる黒田に対して生島が「東京オッズメイカー」のコーナーに、自分は代理司会をやったと挑発するメールを送ってきた。生島は同じ日のニュースさかさめがねにも出演し、暗に黒田のしゃべりが長すぎることを批判した。なお、2008年1月10日に黒田が初めて代理司会を務めた。
松本が読売ジャイアンツの宮崎キャンプに行ったとき、代わりに女性ではなく生島が出演し「男祭り」と称したことがあった。

### その他
- 「元現場クイズ」では東海林が夏休みのとき、奥山英志など別の事件レポーターが出題することがあった。
- 2004年10月にSHINGOが立ち読みのコーナーを休み、プロデューサーが代理を務めた。2008年8月11日と12日には、小西が代理を務めた。
- 2007年9月にサトケンが「エビシャケ！」を休み、プロデューサーが代理を務めた。2008年9月には生島がサトケンの代理を務めた。

## 特別番組
- 公開放送は以下の通り行われた。
  - 2002年のゴールデンウィークに横浜の日本丸前広場で行われた。この期間はTBSラジオの各ワイド番組が横浜に関連した放送をしていた。
  - 2008年3月21日から3週続けて金曜日に、新しく開業した赤坂サカスに設置されたサテライトスタジオで行われた。2、3週目には放送後に、「コラムの花道」の番組本の購入者を対象に小西がサイン会を開いた。
- 屋外での放送はこれ以外に、2005年に開幕直前の愛・地球博会場から行われたことがある。
- 2003年と2004年の元日早朝に「カウントダウン・ストリームライブ」という番組が放送され（2004年のみHBCでも放送）松本が出演した。ストリーム内では番組の特別編であるかのようなことを言っていたが、次々とスタジオに来る歌手に松本がインタビューするという、通常放送とは関係ない内容だった。
- 2005年2月のスペシャルウィークを前に、TBSラジオを代表して主にストリームの企画を紹介する1時間の宣伝番組が夜に放送され、過去の音声が多数使われた。
- 2005年3月、プロ野球オープン戦のため番組が中止になるはずが、雨天のため14時から急遽放送された。勝谷は出演できたが、野球が最初から中止になった場合に備えてスタンバイしていた東海林は出演できず、翌週同じ場所に行った。
- 2005年最後の放送では16時まで放送時間を延長し、ゲストの水道橋博士による「コラムの花道傑作選」を放送した。
- 2007年6月のスペシャルウィーク最終日の放送後の17時50分から22時まで「コラムの花道オールタイムリクエスト」と題して、過去の「コラムの花道」のダイジェストが25本放送された。
- 2007年12月31日の放送は、番組史上唯一の全編録音放送となり、コラムの花道2007年傑作選を放送した。14時前と15時前の交通情報と気象予報士のコーナーの呼びかけはニュース担当の近藤美矩が行った。
- 2008年8月18日に北京オリンピックの野球中継のために14時15分からの放送になったが、中継がいつ終わるのかわからないため、すべてのレギュラー出演者がスタンバイしていた。さらに8月22日には中継延長のため、14時57分の番組開始となり、生島淳のオリンピックリポートと大人買いの曲紹介しかできなかった。

## 関連イベント
- 2007年7月に「サウンドパティスリー」金曜日のコーナーを元に松本が企画したライブ「Yam Yam!JAM mappie presents おとな買いライブ　Vol.01」が東京・吉祥寺のライブハウスで行われ、FAR EAST RHYMERS、有里知花、TimeSlip-Rendezvous、佐藤竹善が出演した。2008年1月に東京・青山でVol.02が開かれ、山田タマル、オトナモード、Skoop On SomebodyのTAKE、掟ポルシェが出演した。
- また、阿佐ケ谷ロフトAで定期的に、松本や吉田豪が中心となって企画するトーク・ライブイベント「女子会」が開催されていた。ストリーム終了後は吉田豪の主催という形で「男子会」が定期的に開催されている。
- 2008年10月にラフォーレ原宿で、「コラムの花道最凶コラボ 勝谷と小西と武田記者の斬り捨て御免!」というトークライブが行われ、TBSラジオの武田一顕記者が初めて一般人の前に姿を現した。また前説は阿曽山大噴火が務めた。番組側の予想に反してチケットが発売開始直後に売り切れた。
- 2009年12月に阿佐ケ谷ロフトAで小西と武田記者によるトークイベントが開催され、2010年8月から番組コーナー名を名乗る「ニュースさかさめがね」として定期的に開催されることになった。このイベントは武田記者が不祥事を報道され記者職を離れたことによる中断をはさんで（その間に一時、生島淳が担当）、2023年まで続いた（会場は渋谷ロフト9に移動）が、その後、小西のネット配信に移行した。

## 事件・トラブルなど
- 2005年9月、勝谷がホームページにハリケーン・カトリーナについて書いた文章に黒人差別的な表現があるとして、プロバイダーから削除要請を受けた。このことについて「コラムの花道」で勝谷がプロバイダーを批判している最中に、勝谷の文章が強制削除された。
- インターネット犯罪の専門家として「コラムの花道」や「ニュースさかさメガネ」に何度も出演していた人物が、2005年11月に自らもネット詐欺をしていたとして逮捕された。2008年4月29日の「えびシャケ!」でサトケンが、2005年4月29日の「コラムの花道」のゲストがその人物だったことにわざわざ言及し、逮捕には触れず「この話題はあまり広げずにいきましょうか」と言った。
- 番組開始以来13時台前半のスポンサーをしていた会社の社長が、暴力団のビル乗っ取りをほう助していたとして2006年5月に逮捕され、スポンサーがなくなった。その数日前にオープニングでポアンカレ予想が理解できないという話をしていたとき、小西が自分たちに分かる法則は「スポンサーがしょっぴかれるとCMが終わる」ことだという発言をした矢先のことだった。この事件について取り上げた「ニュースさかさメガネ」はポッドキャストに収録されなかった。なお、この社長は翌年に無罪が確定した。
- 「チャレンジ70分」で「石焼き芋を1キロ以上売れ」という指令が出たとき、中継中に「1キロください」という客の声が入ってしまったため、結果発表の前に結果がわかってしまったことがあった。2006 FIFAワールドカップの出場国と代表的な選手名を覚える結果発表で、桐畑がどうしても最後の1カ国が思い出せないとき、小西が「あとはクロアチアだけだよ」と言ってしまった。
- 2007年3月26日の新聞各紙のラジオ番組欄において、吉田豪が古田豪と誤記された。
- アニメ『ドラえもん』のスネ夫に劇中で携帯電話を持たせることが発表された際、2007年5月7日の「新東京オッズメイカー」で、その電話で最初に会話する相手は誰かという問題が出された。この回のスタッフは毎週『ドラえもん』を見てチェックしていたが、『ストリーム』が終わるまでにスネ夫が携帯電話で話す場面が一度も描かれず、最後まで結果が出せなかった。『ストリーム』最終回の直前に発売された『テレビブロス』2009年3月21日号に、スネ夫の携帯電話に関してあるラジオ番組から「まだですか？」という問い合わせがずっとあるというアニメ制作者の談話が掲載され、これに対して黒田治が「まさに僕のことでございます」「我々は実は3カ月にいっぺんかけているんですよ」と述べた。
- 2007年10月のスペシャルウィークで、勝谷が14時40分ごろまで出演し、聖教新聞がスポンサーの「日本列島ほっと通信」の放送を前に、創価学会と与党との関係を批判する発言を繰り返した。
- 2008年から、「コラムの花道」で当時の町山のキャッチフレーズ「愛とエロの伝道師」が気に入らないというので、リスナーから募集した毎週異なるキャッチフレーズを発表するようになったが、その中から2008年末に最終決定した新しいキャッチフレーズは「映画のGスポッター」。さらに「愛とエロの伝道師」を名乗るバンドがあることが判明したため、結局「元祖愛とエロの伝道師」というフレーズに戻った。次番組『小島慶子 キラ☆キラ』では「映画とエロの伝道師」というキャッチフレーズになっている。

### パーソナリティ
- 2003年8月、「UCCスーパーセッション」にゲスト出演したギターデュオ・ゴンチチのチチ松村と小西が中学校の同級生であったことが番組内で明らかとなった。松村は小西が同級生であることを覚えているものと思い「小西くん、久しぶりやね！」と話しかけたが、小西は中学の同級生の松村とチチ松村が同一人物であることに全く気付いておらず、突然の再会に驚く様子が放送された。この場面は『伊集院光 日曜日の秘密基地』のTBSラジオ珍プレー好プレー大賞でも取り上げられ、小西本人も同席の上で再放送された。また、この出演がきっかけとなって2006年9月にはゴンチチがDJをつとめるNHK-FM放送『世界の快適音楽セレクション』において音楽選曲などを担当している音楽評論家でストリームリスナーでもあった渡辺亨も同コーナーに出演した。
- 松本が、番組が始まって初めてのスペシャルウィークで、番組宛てメールのアドレスとして、退社したばかりのTOKYO FMのアドレスを言ってしまった。また、「日本列島ほっと通信」のパーソナリティが佐藤茜になって1か月半ほどたってから、「淵澤由樹さんがお送りします」と言ってしまった。2004年4月23日の「サムライメジャーリーグ」コーナーでは「ホワイトソックスの先発」を「ホワイトセックス」と言い間違え、後日『伊集院光 日曜日の秘密基地』で伊集院光にいじられた。
- 2006年春、「サウンドパティスリー」で、佐々木敦が誤って使ってしまった松本の私物であるミッフィーのスプーンを、松本がその日のエンディングで「捨てる」と発言したことにリスナーの批判が集まり、スペシャルウィークの「えびシャケ！」でこの行為について判定されることになった。また同年6月には「えびシャケ！」のテーマに絡んで、松本は浴槽に絶対につからない（入浴はすべてシャワーのみ）ことが明らかになり、「汚い女」という呼び方が定着するなど、松本のイメージからは想像できない変わった性癖が次々と明らかになった。さらに松本は、結婚を考えている相手が3人同時にいることや、大事な場所に毛が生えていないことまで番組内で告白している。
- 2006年秋に、ジャパネットたかたラジオショッピングで紹介されたボイスレコーダーを小西が購入したところ、その直後からラジオショッピングで販売されるボイスレコーダーの性能が大幅に上がり、小西はことあるごとに不満を述べていた。
- 度々、北野誠に「カツラを愛用している」と指摘される。以前からカツラ疑惑をネタにされている（スペシャルウィークのクイズ企画のCMで「この中で誰がヅラかはすぐわかりますけどね」と松本ともこに言わせるなど）。しかし、カツラ疑惑があまりに一人歩きし始めたため、番組に小西の髪を十数年カットしている美容師が登場し、カツラではないことを証言した。

### 放送トラブル
- 2004年9月22日のオープニングで、オープニングテーマが音飛び（最初の2秒程度は正しく流れたが、以降は同じ音の繰り返し。小西いわく「ラップみたい」）し、小西と松本が爆笑する事態となった。後日『伊集院光 日曜日の秘密基地』のTBSラジオ珍プレー好プレー大賞でも取り上げられた。
- 2007年3月8日の「ニュースさかさメガネ」に静岡県立大学の伊豆見元が出演した際、移動中の伊豆見がトンネルに入り回線が途切れたため、残りの時間は小西が単独で解説し、「コラムの花道」の直前に再度伊豆見が解説を行った。過去には途中で電話が切れたままつながらず解説者がほとんど喋れなかったこともある。2005年8月3日のコーナーで、高橋和夫がテロリストの温床とされるサウジアラビアの失業率などのデータを話した途端に電話がつながらなくなり、小西や後のコーナーに出た勝谷が「国家諜報機関のしわざだ」などと言っていたこともある。
- 2008年2月27日にオープニング曲として平井堅の「君はス・テ・キ」をかけたところ、機械の故障でCDの回転数がおかしくなった。翌日のオープニングで同じ曲をかけ直そうとしたが、今度は間違えてカップリング曲を流してしまった。番組本に「番組自体に音楽的関心はない」と書いていた電気グルーヴの石野卓球が、この事件のおかげでこのCDを買い「音楽的関心が初めて出た」と「サウンドパティスリー」にゲスト出演した際に語った。
- 音声を出し間違えるミスは非常に多かった。ニュースが始まる時に、既にない「マッピーストリーム」のテーマが流れたこともあった。

### 問題発言
- 番組開始から間もないころ、自由民主党の内部対立について小西が「ざまあ見ろ」と発言したところ抗議を受け、次回の番組で謝罪した。番組史上、不適切な表現での謝罪は極めて珍しい（町山が女性器の俗称を発言した時も特に謝罪などはなかった）。
- 気象予報士の石井和子が「今はないカバヤの出していたお菓子が好きだった」と発言。エンディングで松本が、カバヤは今もあると謝罪し、カバヤの宣伝をした。
- 三井製糖がスポンサーについていた「ミュージックキャラバン」の「街角トライアスロン」で、アナウンサーがコント山口君に「これまでの人生で、甘い物でいろいろ失敗しているそうですね」と聞いたところ、山口君は「そうです。だから僕はコーヒーに砂糖は絶対に入れません」と発言した。コーナーが「サウンドパティスリー」にリニューアルされた時、三井製糖だけスポンサーから外れたこととの関連性は不明。なお、この会社は2008年にスポンサーに復帰した。
- 「街角トライアスロン」に出場していた一般人が「志摩スペイン村がつぶれる」というような発言を繰り返した。松本がスタジオから介入して何とかごまかした。
- 2005年秋の「東京オッズメイカー」で、黒田が予想の根拠に男性器の話を持ち出して、松本に「おちんちんと言え」と強要するセクハラがあった。松本は、この日いやなことがあったという記憶だけがあって、何をされたか覚えていないという。
- 謝罪まで至らなかった例としては、拾った金を自分のものにするという内容のメールを何本も紹介し、後でまずいと気づいて「必ず警察に届けましょう」と言ったりしたことがある。

#### コラムの花道
- 朝日新聞社長の親族が大麻を所持していた事件について勝谷が語った「コラムの花道」について、内容が事実と異なり名誉を毀損していると朝日新聞社から抗議を受けた。しかし勝谷の主張を尊重したのか、抗議を受けた事実を記した上で、ポッドキャストから削除することはしなかった。これに先立ち朝日新聞社から番組に「コラムの花道を聞くにはどうすればいいか」と問い合わせがあったという。
- 町山が2006年9月19日の「コラムの花道」で細木数子について「ヤクザの女なのにねぇ」と語ったが、ポッドキャストではその発言部分がカットされた。2007年11月27日の放送でも「デタラメな占いで視聴率の女王とか呼ばれているヤクザのオバちゃん」という発言があったが、これはカットされずに配信され、同年12月のスペシャルウィークの番組宣伝CMにもこの発言が使われた。
- 町山が「ナスティ・サンチェス」というアメリカの俗語の意味を説明したとき、番組史上唯一、音声がカットされた（大半の単語が、はさみで切る音に変わっていた。この回が録音だったのかは不明）。なお、町山の登場回でゲスト出演した友人が、「キヤノンのプリンターの商品名『Wonder BJ』は、アメリカでは『すごいフェラチオ』という意味になる」と説明した時は、そのまま放送されポッドキャストにも収録された。ちなみに吉田豪の初出演のとき（UCCスーパーセッション時代）、大物俳優が女優の“マン拓"をとると言ったが、プロデューサーが副調整室で「セーフ」のポーズを出して、そのまま放送された。
- 2007年12月3日の「コラムの花道」で吉田が、アイドルとの恋愛関係を指摘されてもしらばっくれるような芸人は、恋愛について聞かれてもギャグにできなくて全然おもしろい発言がないと指摘した。12月17日の新東京オッズメイカーでM-1グランプリでの優勝予想の本命がキングコングだとされていることについて、吉田が「コラムの花道」で「あり得ない。キングコングだけはない」と言った。このとき、小西が2週前の話をまったく覚えておらず「キングコングって誰だっけ」と聞いたため、吉田は「アイドル食いのいけすかないヤツですよ」と答えた。これをたまたま聞いていたキングコングの西野亮廣が、吉田はキングコングの女ぐせが悪いのでM-1で優勝できないと言ったと認識し、ブログで吉田への不快感を表すなどしたため、吉田とキングコングの対立という図式ができてしまった。吉田は、小西が人の話をろくに覚えていないからこんなトラブルに巻き込まれたと文句を言っていた。
- 2007年12月19日の「コラムの花道」で、日本の銃器所持許可の問題点について「人間であれば持たせる」と勝谷誠彦が指摘し、それに対して小西が発言した「だから足二本ありますかとか目が二つありますかとかそういう話です」という部分が、ポッドキャストではカットされた。これについては放送では触れられなかったが、翌日の番組内で、コラムの花道で小西が失言をしたということを示唆する発言があった。また、これと同じ日の立ち読みストリームでは、以前『女性自身』での飲食チェーンの賞味期限偽装の記事を取り上げ、「毒々しい色の液に漬ける」とSHINGOが言ったことについて、当該チェーンの調査でそのような事実はなかったと反論していることを説明した上でおわびを述べた。
- 2008年9月17日の「コラムの花道」で、リーマン・ブラザーズが破綻した話題の際、AIGも危ないという話の中で勝谷がアヒルのものまねをしながら日本に進出している保険会社のことに言及した。このため、アフラックがAIGの関連会社であるという誤解を与えたとして、エンディングの前に松本の録音によるおわびが放送された。さらに、翌日の「コラムの花道」の後にもおわびを放送した。
- 2009年1月14日の「コラムの花道」で勝谷が、定額給付金導入の目的は、創価学会が信者が受け取った金を寄付させるために公明党に主張させているものだという内容の話をした。これについて、あまりに一方的な断定という抗議が一部聴取者や創価学会よりあり、TBSラジオも非を認めたとして、1月23日の「コラムの花道」の後で小西の録音によるおわびが放送された。